# 思茅松
思茅松（学名：Pinus kesiya）是松科松属的一种植物。

## 形态
常绿乔木，高可达30米。树皮为褐灰色，裂成龟纹状薄片；叶子细柔，三针一束，长10-22厘米；卵形球果，长5-6厘米，斜方形鳞盾，鳞脐小，隆起有短刺。

## 分布
分布在越南、老挝以及中国大陆的景东、普洱、思茅、潞西、麻栗坡等地，生长于海拔700米至1,200米的地区，多生在盆地、丘陵和针阔混交林中。思茅松林是珍稀動物绿孔雀的棲息地，但由於經濟上的發展，滇西南的低林地被大量的經濟作物所取代，令绿孔雀的棲息地銳減。從20世紀後期開始，中國嘗試透過人工引种來栽培本樹。

## 异名
- Pinus kesiya Royle ex Gord. var. langbianensis (A. Chev.) Gaussen